# Colonizare
Colonizarea are loc atunci când una sau mai multe specii populează un anumit loc. Termenul, derivat din latinescul colere, se referea inițial la oameni, însă incepând cu secolul 19 biogeografii au început să îl folosească pentru a descrie acțiunile unor animale, bacterii sau plante. Colonizarea umană este un concept subordonat colonialismului.
Colonizarea umană este acțiunea de transformare în colonie a unui teritoriu sau a unei țări. Această colonizare înseamnă popularea unei țări sau a unei regiuni cucerite  cu oameni aduși de pe alte teritorii sau din alte țări.

## Colonizare modernă
Colonizarea poate fi folosită ca metodă de absorbție și asimilare a străinilor în cultura țării imperiale, distrugând astfel orice rămășiță a culturilor care ar putea amenința teritoriul imperial pe termen lung prin inspirarea reformei. 